# Barnburners y Hunkers
Los Barnburners y los Hunkers fueron los nombres de dos facciones opuestas del Partido Demócrata del estado de Nueva York en la mitad del siglo XIX. La cuestión principal que dividía a las dos facciones era la de la esclavitud, siendo los barnburners la facción antiesclavista. Si bien esta división se produjo en el contexto de la política de Nueva York, reflejaba las divisiones nacionales en los Estados Unidos en los años anteriores a la Guerra Civil Americana.

## Barnburners

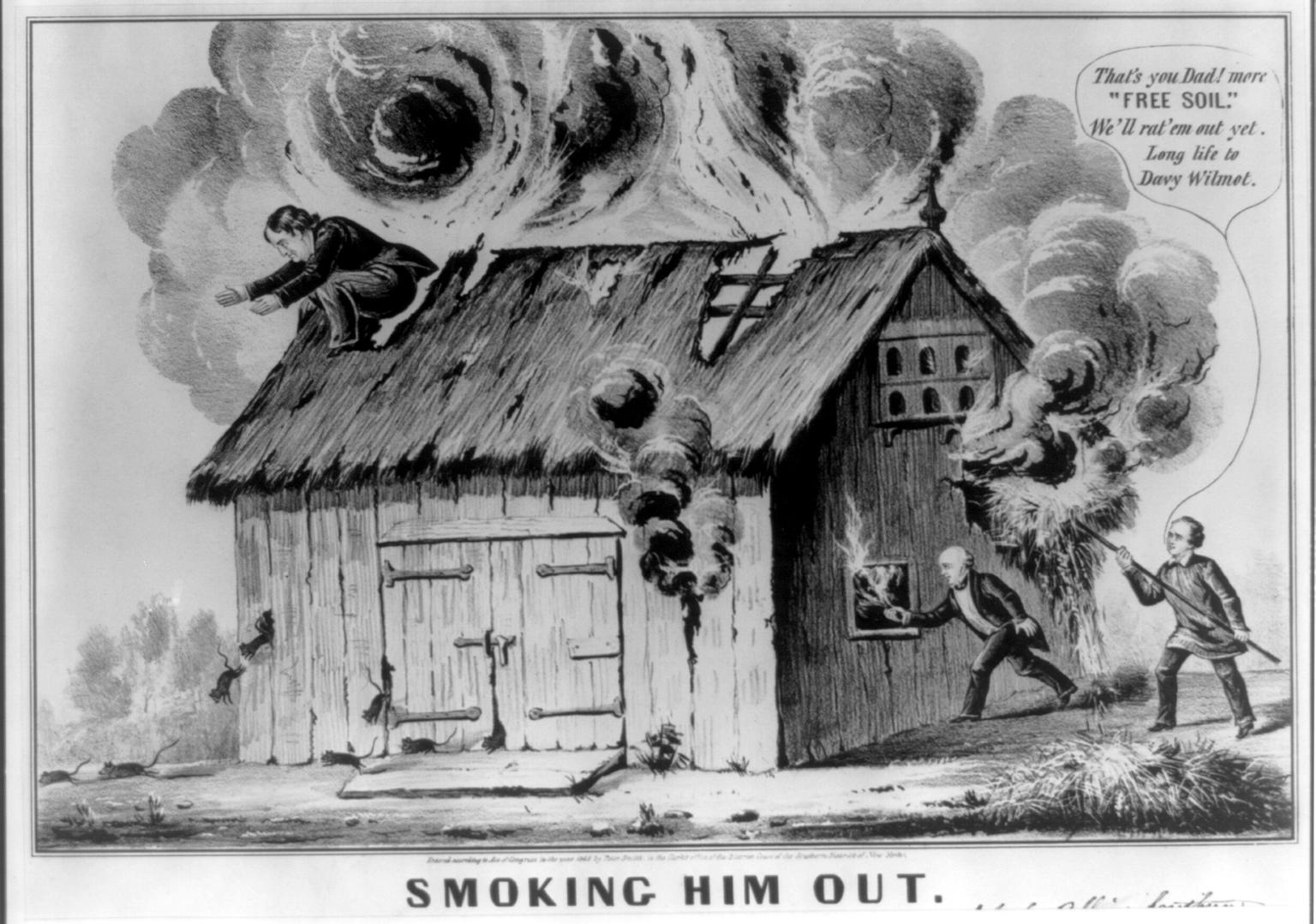
Dibujos de 1848 satirizando los barnburners/Free Soil Party

Los barnburners eran la facción radical. El término barnburner se deriva de la idea de que alguien pudiese incendiar su propio establo para deshacerse de una infestación de ratas, en este caso destruirían todos los bancos y las corporaciones, para acabar con sus abusos.
Los barnburners se oponían al acrecentamiento de la deuda pública, y al poder de las grandes corporaciones públicas establecidas por el Estado (los barnburners no se oponían a las grandes empresas comerciales en razón de lo grandes que eran como tal, más bien pugnaron contra aquellas que o bien fueron fundadas o provistas de dinero de cuenta del gobierno). Este grupo también llegó a oponerse a la expansión de la esclavatura. Asimismo, defendían el control local ejercido por el Albany Regency, de cara a la maquinaria electoral de Polk cuya presencia la nueva administración procuraba afincar en Nueva York. Entre los barnburners más destacados figuraron Martin Van Buren, Silas Wright y John A. Dix.
En las elecciones presidenciales de 1848, los barnburners abandonaron el Partido Demócrata, rehusándose a apoyar el candidato presidencial Lewis Cass, y en lugar de unirse con otros grupos antiesclavistas, predominantemente el abolicionista Partido de la libertad y algunos miembros del whigs provenientes de Nueva Inglaterra y la región central tomaron la determinación de formar el Partido de Suelo Libre, que propuso al expresidente Van Buren una vez más a la presidencia de la Unión. Su división hendió el voto demócrata, haciendo registrarse la elección de Zachary Taylor, el candidato Whig.

## Hunkers

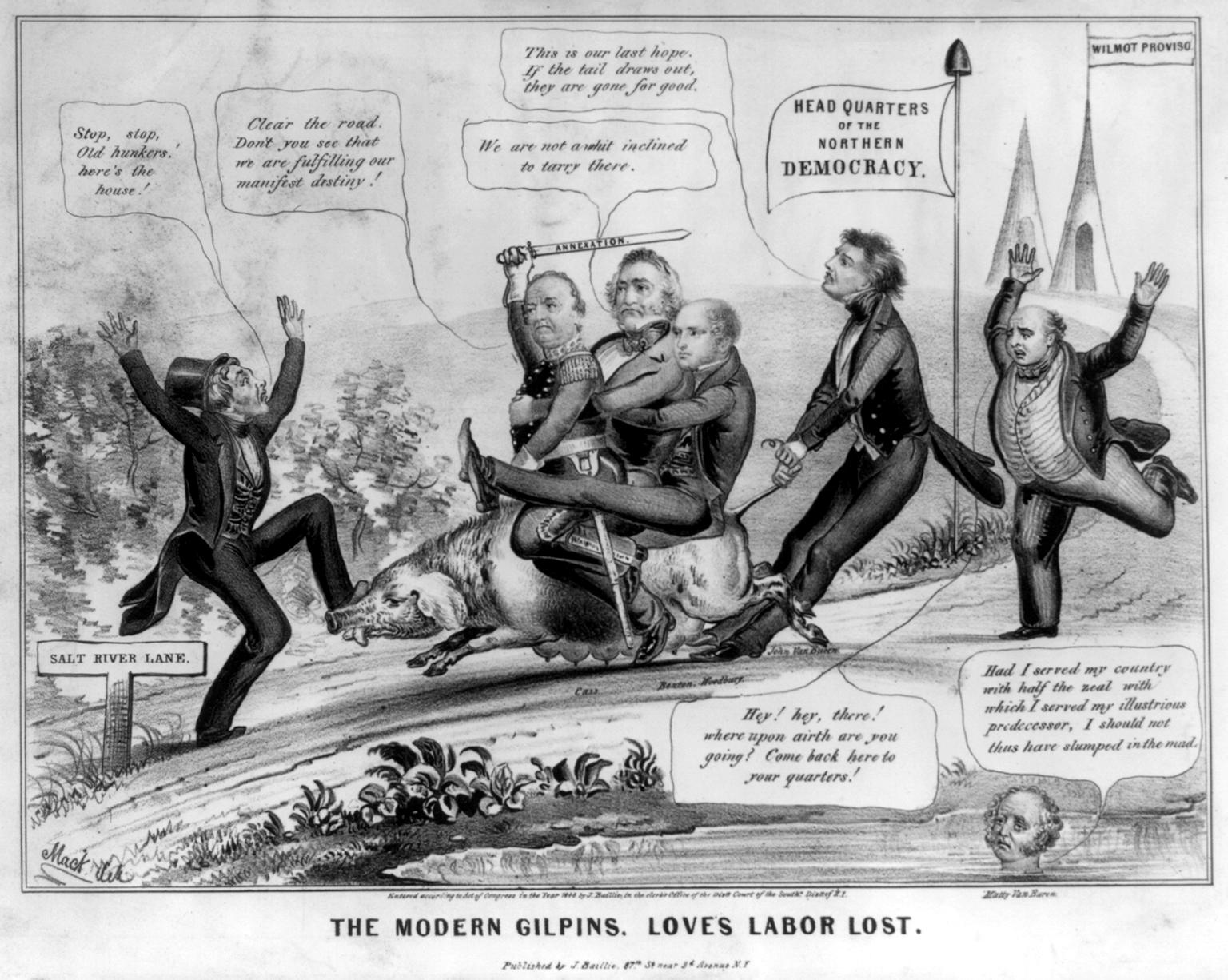
"The Modern Gilpins" - Rivalidad entre el hunkers y demócratas antiesclavistas

Los Hunkers eran la facción conservadora.  Se opusieron a los barnburners, y favorecieron los bancos estatales, las mejoras internas, y minimizaban el problema de la esclavitud. El término hunker tiene orígenes oscuros, pero probablemente proviene de la palabra holandesa “honk”, que significa "puesto", "estación", o "casa". Era básicamente un sinónimo de "palo en el barro", y se convirtió en un apodo despectivo, como "Mossback," para los miembros de un partido no progresista, que detestaban cambio. Entre los líderes de los Junkers se encontraban Horatio Seymour, William L. Marcy, Samuel Beardsley, Edwin Croswell, y Daniel S. Dickinson.
Después de las elecciones de 1848, los mismos Hunkers se dividieron sobre la cuestión de la reconciliación con los barnburners, con los blandos, dirigidos por Marcy, favoreciendo la reconciliación, y los duros, encabezados por Dickinson, que se oponía a ello. Esta división se agravó tras las elecciones presidenciales de 1852, cuando las disputas sobre el clientelismo condujo a una división aún más amplia entre duros y blandos, llevaron a la derrota del gobernador blando, Horacio Seymour, para la reelección en 1854.